# Деловая девушка (сериал)
Телевизионный сериал «Working Girl» (рус. «Деловая девушка») вышел в 1990 году и был адаптацией одноимённого полнометражного фильма 1988 года, ставшего хитом. Оригинальный фильм «Деловая девушка», с Мелани Гриффит, Харрисоном Фордом и Сигурни Уивер в главных ролях, получил признание за свою лёгкую, но проницательную критику гендерного неравенства и корпоративной культуры. Вдохновлённый успехом фильма, телеканал NBC решил адаптировать его для телевидения, сделав сериал с похожей сюжетной линией. В отличие от фильма, в главной роли сериала была молодая актриса Сандра Буллок, которая только начинала свою карьеру и впоследствии стала одной из самых известных звёзд Голливуда.
Сюжет сериала «Working Girl» фокусируется на жизни Тесс МакГилл, энергичной и амбициозной молодой женщины, которая работает в большой корпорации в Нью-Йорке. Тесс — представительница рабочего класса, мечтающая о карьерном успехе в мире бизнеса, который традиционно был доминирован мужчинами. Её цель — пробиться в мире корпоративного бизнеса и добиться успеха, несмотря на многочисленные преграды, такие как сексизм, неравенство и профессиональная конкуренция. Тесс приходится балансировать между личной жизнью и работой, а также использовать свою сообразительность, чтобы продвигаться по карьерной лестнице.
Персонаж Тесс в сериале сохранил многие черты героини из фильма, но получил новое воплощение благодаря игре Сандры Буллок. Её Тесс МакГилл была одновременно решительной и милой, умеющей сохранять оптимизм, несмотря на сложности, с которыми она сталкивается. Буллок привнесла в роль свежесть и искренность, что позволило зрителям сопереживать её героине. Хотя сериал не повторил успех оригинального фильма, эта роль стала важным шагом в карьере Сандры Буллок, предоставив ей возможность продемонстрировать свой талант на более широкой аудитории.
Сериал был построен на идее самоутверждения женщины в корпоративной среде, что было актуально для конца 1980-х и начала 1990-х годов, когда вопросы гендерного равенства и карьерного продвижения женщин активно обсуждались. Тесс часто сталкивается с недооценкой её способностей из-за её рабочего класса и пола, но она использует свою смекалку и трудолюбие, чтобы показать, что может быть наравне с мужчинами. Через комические и драматические ситуации, Тесс преодолевает множество препятствий и находит своё место в компании.
Однако, несмотря на положительную реакцию зрителей на Сандру Буллок и общую актуальность тем, затронутых в сериале, «Working Girl» не смог удержать достаточно высокие рейтинги. Сериал был закрыт после первого сезона, который состоял из 12 эпизодов. Некоторые критики отмечали, что сериалу не удалось передать тот же уровень остроумия и остроты, который присутствовал в фильме, что, возможно, объясняет его недолговечность.
Тем не менее, сериал «Деловая девушка» внёс свой вклад в карьеру Сандры Буллок. Хотя в то время она ещё не была крупной звездой, её работа в сериале помогла ей привлечь внимание продюсеров и режиссёров. Вскоре после этого Буллок начала получать предложения на более значительные роли в кино и телевидении, и уже в середине 1990-х годов она стала одной из самых популярных актрис Голливуда благодаря таким фильмам, как «Скорость» (1994) и «Дом у озера» (2006).
В ретроспективе, сериал «Working Girl» интересен не только как адаптация успешного фильма, но и как одно из ранних появлений Сандры Буллок на экране. Он отразил темы, которые по-прежнему актуальны, такие как стремление женщин к равенству на рабочем месте и преодоление стереотипов, связанных с гендером и социальным происхождением. Сериал может и не стал культовым, но он заслуживает внимания как пример того, как идеи гендерного равенства и корпоративной борьбы воплощались в телевизионных проектах того времени.